# Nidalia borongaensis
Nidalia borongaensis is een zachte koraalsoort uit de familie Nidaliidae. De koraalsoort komt uit het geslacht Nidalia. Nidalia borongaensis werd in 1988 voor het eerst wetenschappelijk beschreven door Verseveldt & Bayer. 